# Beilschmiedia anacardioides
Espèce
Synonymes
- Tylostemon anacardioides Engl. & K. Krause[1]

Beilschmiedia anacardioides est une espèce de plantes à fleurs de la famille des Lauraceae  et du genre Beilschmiedia. C'est un arbre présent au Cameroun, au Gabon et au Tchad.

## Description
C'est un arbre pouvant atteindre 20 m de hauteur et 50 cm de diamètre de fût. Son écorce est marron foncé. Ses fleurs sont jaunâtres, de petite taille. Les fruits sont des drupes piriformes contenant, chacune, une graine unique – consommée en cuisine comme condiment.

## Distribution
Au Cameroun, il a été observé en 1908-1909 par Carl Ludwig Ledermann à Tibati dans la région de l'Adamaoua, puis en 2004 par G. P. Tchouto dans le parc national de Campo-Ma'an (région du Sud), à nouveau en 2011 dans la région du Nord-Ouest et en 2015 dans celle de l'Est.